# Culture lesbienne
Pour des articles plus généraux, voir Culture LGBT, Lesbianisme et Bisexualité féminine.
La culture lesbienne est la culture partagée par les lesbiennes et les personnes dont les expériences de vie sont proches de celles des lesbiennes. Elle est caractérisée par un échappement au regard masculin, en particulier dans la littérature, à la lutte contre l'invisibilisation des lesbiennes et à des échanges avec la culture LGBT.

## Périmètre
Pour la chanteuse et compositrice lesbienne Ochy Curiel, ce qui définit l'art lesbien n'est pas un ensemble de caractéristiques typologiques, mais l'ensemble des productions de lesbiennes qui sont faites depuis un point de vue féministe et cherchant consciemment à produire un point de vue lesbien. Elle cite les œuvres qui rendent visible le lesbianisme, c'est-à-dire non seulement les relations amoureuses entre femmes, mais aussi lorsque des œuvres partent de sa position d'afro-descendante pour créer une sororité avec les femmes luttant contre leurs oppressions multiples dans le monde.
Pour certaines, la culture lesbienne est distincte de la culture bisexuelle féminine, mais ces deux cultures partagent de très nombreux éléments ; pour d'autres, il n'y a pas vraiment de frontière, le terme culture lesbienne se réfère à la culture des lesbiennes et des personnes qui ont une vie similaire à celle des lesbiennes. Ainsi,l'historienne Eleanor Medhurst définit la mode lesbienne comme l'ensemble des tenues reconnues comme lesbiennes par les intéressées ; elle y inclut ainsi les personnes bisexuelles proches de l'expérience lesbienne ou celles dont le style a servi d'inspiration ou résonne avec l'expérience lesbienne.

## Productions

### Littérature

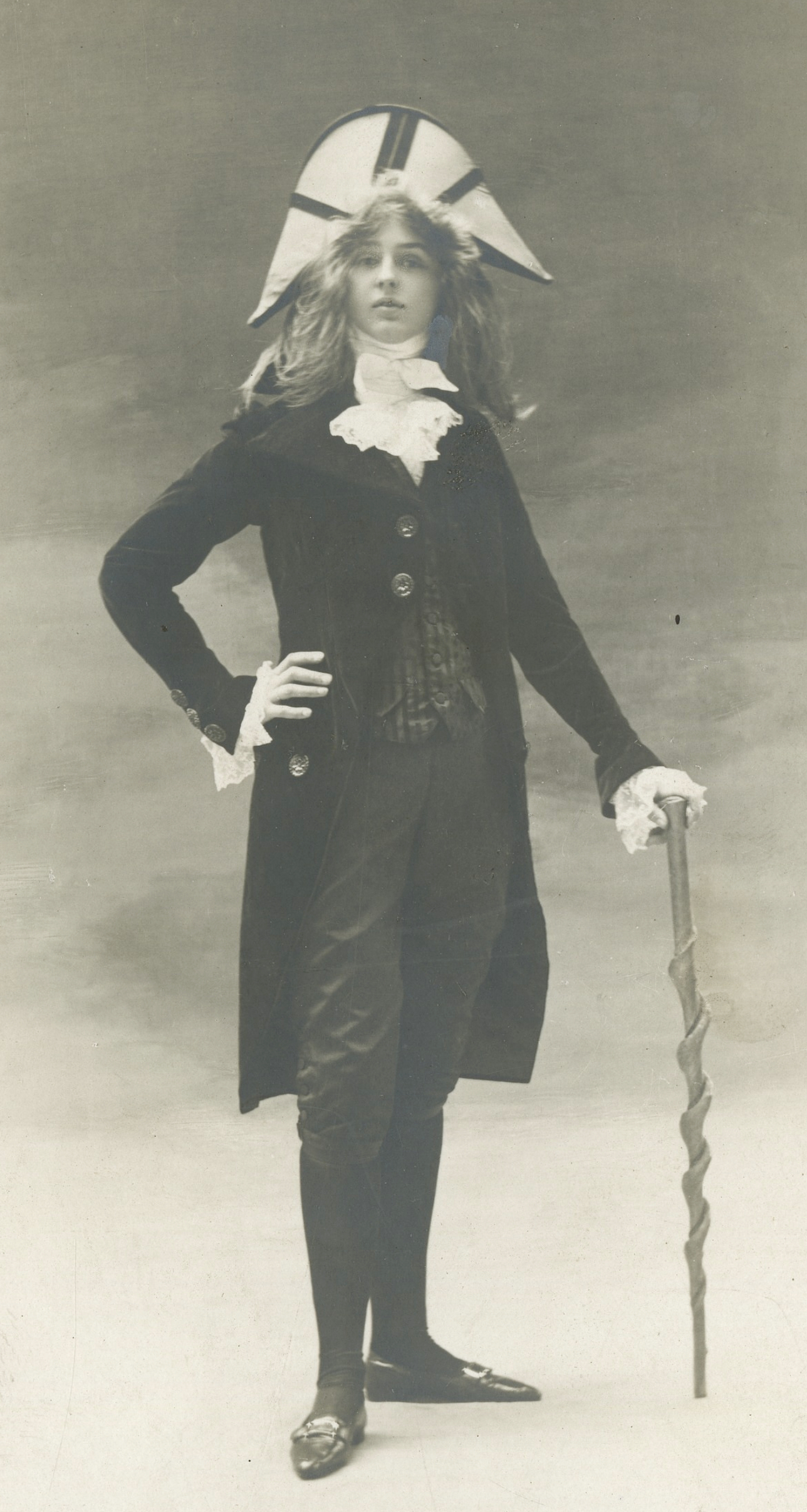
Renée Vivien, l'une des figures de la littérature lesbienne, photographiée vers 1900 par Otto Wegener

Si le périmètre exact de la littérature lesbienne est sujet de débat, notamment en fonction de l'identité des auteurs, la réception des récits ou les thèmes abordés, deux constantes demeurent : l'exclusion des représentations lesbiennes fétichisantes écrites par et pour les hommes, et le placement des écrits qui structurent la construction de l'identité lesbienne comme centraux.
L'évolution de la littérature lesbienne suit celle de l'acceptation du lesbianisme en général : cachée, confidentielle, censurée au début du XXe siècle (l'œuvre mythique d'Eva Kotchever, Lesbian love, en fait notamment les frais à New York en 1926), les grands moments du mouvement LGBT et du féminisme en général et du lesbianisme en particulier s'accompagnent d'évolution des thèmes abordés.
En particulier, le thème du lesbianisme comme damnation, où le récit se finit par la mort des héroïnes, s'effacent pour des histoires heureuses (romances, littérature pour enfants et jeunes adultes), tout en gardant un fort lien avec la politisation du milieu lesbien.
Sarah Schulman critique cependant la volonté didactique des romans post-Stonewall, estimant qu'ils négligent les vies lesbiennes au profit d'une volonté de pédagogie et de montrer des personnages lesbiens lisses, respectables et donc forcément peu crédibles.

### Musique
L'opéra est considéré comme étant une scène depuis longtemps ouverte à la représentation de l'homosexualité, tant féminine que masculine, et donc aux gays et lesbiennes, dans la mesure notamment où certains rôles masculins sont écrits pour être interprétés par des femmes travesties (et vice-versa). Bien que rares, des personnages explicitement homosexuels existent aussi, telle la comtesse Geschwitz, qui est amoureuse du personnage éponyme dans Lulu, l'opéra d'Alban Berg composé dans les années 1930.
Dès le milieu des années 1970, en particulier aux États-Unis, la musique est un vecteur de la construction de la communauté lesbienne, en particulier du féminisme lesbien. En 1977 sort l'album Lesbian Concentrate, une compilation de women's music en réponse à la campagne homophobe Save Our Children.
À Genève, un « bal des chattes sauvages » est organisé chaque premier samedi du mois dans les années 1980. Ces bals ont lieu dans le Centre femmes du boulevard Saint-Georges et permettent aux femmes qui s'y rendent de danser entre elles. Dans la mesure où ils contribuent à créer du lien entre des femmes qui ne se croiseraient pas autrement, et donc à renforcer les réseaux lesbiens, ces bals (et les évènements festifs en général) sont investis d'un sens politique que le collectif Vanille Fraise se charge d'expliciter lors des premiers bals. Les 11 et 12 mai 1984, ce même collectif organise par ailleurs le Tortilla Sax Festival au centre de loisirs de Carouge. Y prennent part près de 250 femmes, venues de toute l'Europe écouter, entre autres, les Miami Beach Girls d'Amsterdam.
Les années 1980 et 1990 sont marquées par une dualité de la musique lesbienne. D'un côté, les artistes connues du grand public, telles que k.d. lang, Tracy Chapman et Melissa Etheridge, que la critique Jodie Taylor résume par « des femmes androgynes chantant des confessions mélancoliques en grattant leurs guitares acoustiques »,. De l'autre, le queercore, bien plus marginal, mais permettant aux lesbiennes d'exprimer plus vocalement leur sexualité.
En 1988, la chanson Mujer contra mujer du groupe Mecano, adaptée en français en 1990 sous le titre Une femme avec une femme et qui relate une relation lesbienne, rencontre un très vif succès en Espagne et en France.

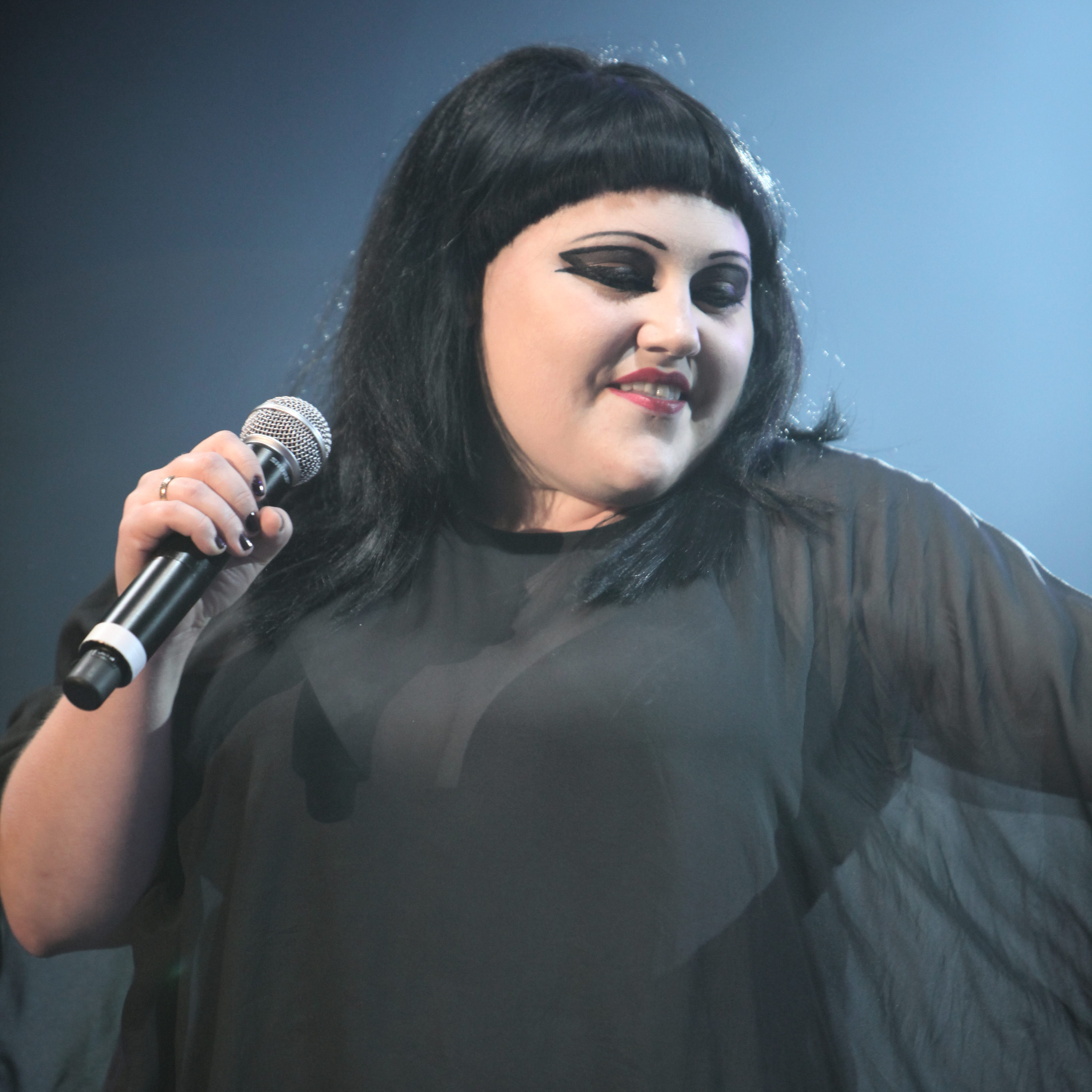
Beth Ditto aux Eurockéennes de Belfort 2011

Le groupe T.A.T.u., et plus particulièrement sa chanson All the Things She Said, devient un phénomène lesbien à sa sortie en 2002 : bien que l'homosexualité des deux chanteuses soit feinte, une technique marketing permettant d'augmenter les ventes de la chanson, la représentation qu'elle offre aux femmes queers a pris le pas sur son aspect faux et appropriatif, permettant à de nombreuses lesbiennes et bisexuelles de réaliser leur coming in. L'équilibre entre représentation et appropriation s'inverse au cours des années 2010 : ainsi, en 2018, Rita Ora, qui n'a alors pas encore fait son coming out bisexuel, est fortement critiquée par la communauté lesbienne pour sa représentation lesbophobe des relations entre femmes dans la chanson Girls, limitées à une technique d'aguichage des hommes.
Si la visibilité d'artistes queers, telles que la lesbienne Beth Ditto ou la bisexuelle Peaches, augmente dans les années 2000, la musique qu'écoutent les lesbiennes comprend encore de nombreuses personnalités hétérosexuelles : ainsi, les artistes TLC, Missy Elliott et Lil' Kim font partie des références musicales des lesbiennes Noires d'alors. De plus, les fans lesbiennes recherchent activement des artistes auxquelles s'identifier : le forum internet dédié à Alex Parks (en) devient ainsi le lieu où trouver d'autres chanteuses lesbiennes.
Cette visibilité n'est pas sans challenges : ainsi, le clip d'All the Things She Said est censuré sur la télévision britannique, et les producteurs demandent à l'artiste Ladyhawke de cacher son lesbianisme.

### Théâtre
Dans les années 1980 et 1990, Holly Hughes (en) met en scène des relations lesbiennes butch/fem où l'imagerie criminelle sert à représenter la répression pesant sur les représentations LGBT.

### Cinéma

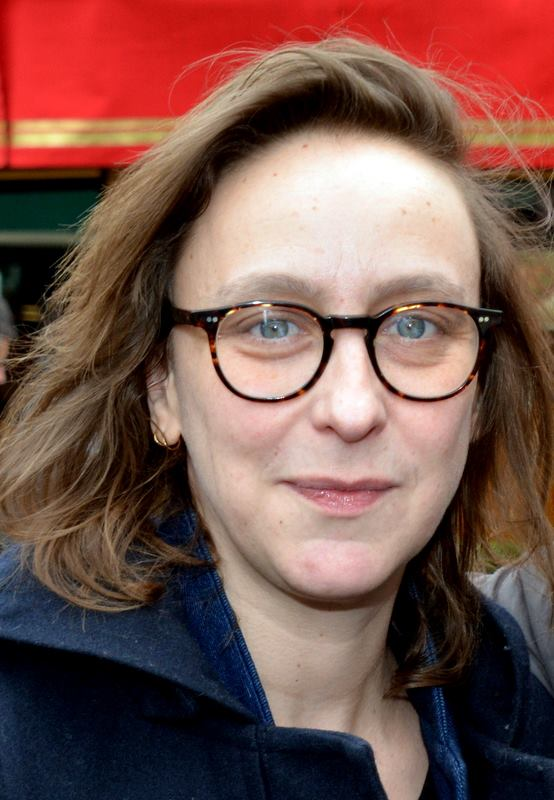
Céline Sciamma, réalisatrice du film Portrait de la jeune fille en feu (2019).

### Télévision

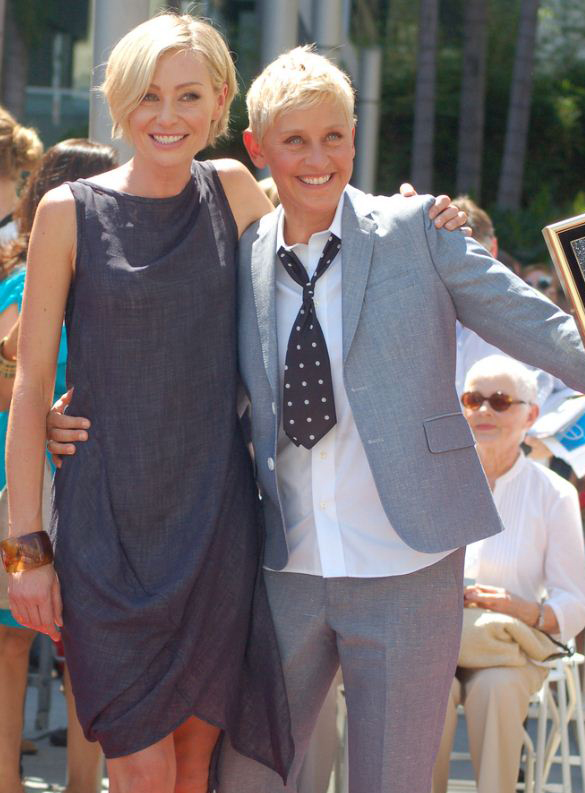
Les épouses Portia de Rossi et Ellen DeGeneres en 2012, lorsque cette dernière reçoit une étoile sur Hollywood Boulevard.

Contrairement à la littérature lesbienne, la télévision lesbienne se confond avec la représentation des lesbiennes à la télévision. Cette représentation est primordiale pour la construction identitaire des lesbiennes, en particulier les plus jeunes, pour qui l'ensemble des lesbiennes qu'elles connaissent sont souvent des personnages avant d'être des personnes.
Les premiers personnages lesbiens et identifiés comme tels arrivent sur la télévision américaine à la fin des années 1980, dans la série Hill Street Blues. La visibilité du lesbianisme se poursuit dans les années suivantes, avec Golden Girls, Heartbeat (en), et L.A. Law. Si L.A. Law est salué car elle est la première série américaine à montrer un baiser entre deux femmes, les producteurs de la série avaient en réalité inclut cette scène dans le but d'obtenir de meilleurs audiences, sans chercher à développer la relation entre ces femmes par ailleurs.
Ce baiser ouvre une décennie où de nombreuses séries créent un épisode où deux femmes s'embrassent, sans qu'aucun développement n'en découle par la suite : Picket Fences en 1993, Star Treck: Deep Space 9 en 1995, Party of Five et Ally McBeal en 1999.
La série Xena, la guerrière cristallise un rapport plus complexe et entre représentation et réception, typique de la culture LGBT : celui du choix actif d'interprétation des sous-entendus, plus ou moins volontaires, dans la série, afin d'y voir une relation entre les deux héroïnes.
Le 30 avril 1997, la sitcom Ellen diffuse The Puppy Episode, dans lequel son personnage principal, Ellen, réalise un coming-out lesbien. Cette diffusion s'accompagne en parallèle du coming out réel de l'actrice qui l'incarne, Ellen DeGeneres, qui devient alors « la lesbienne la plus visible des États-Unis ».
La fin des années 1990 et le début des années 2000 correspond Il y a un essor de la visibilité lesbienne à la télévision, avec les séries Xena la guerrière ou Buffy contre les vampires.
La série The L Word apparaît en 2004 ; si elle est saluée pour être la seule série lesbienne d'alors, elle est aussi critiquée pour n'avoir montré que des lesbiennes riches et glamours plutôt que d'avoir été un miroir fidèle de la communauté lesbienne américaine.
La sortie de A League of Their Own marque un tournant dans la télévision, puisqu'elle est la première a à la fois représenter un ensemble large de personnages lesbiens tout en étant destinée au grand public.

### Peinture

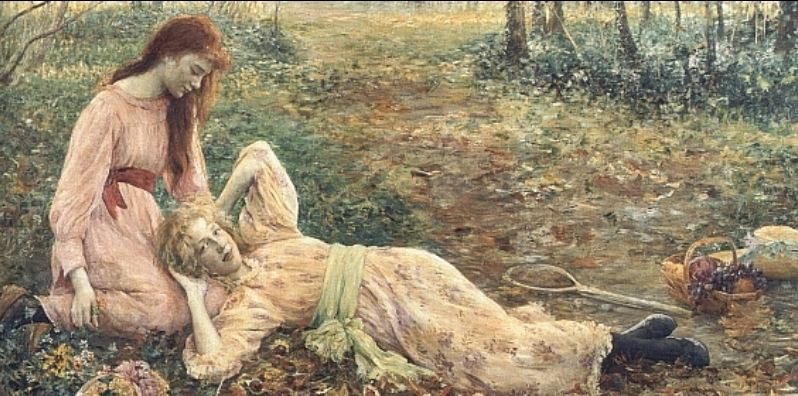
Louise Catherine Breslau, Gamines (1890).

La peintre Louise Catherine Breslau (1856-1927), représente sa compagne Madeleine Zillhardt (1863-1950) dans l'intimité, comme dans Contre-jour (1883); son cercle amical féminin, comme dans Portrait des amies (1881), avec Sophie Schaeppi et Maria Feller; et peint des tableaux de couples féminins, comme Gamines (1890).

### Photographie

#### De la correspondance privée à l'art
L'artiste lesbienne Claude Cahun réalise une série d'autoportraits ; ne les diffusant pas de son vivant mais les réservant à l'échange avec sa compagne Suzanne Malherbe, ce n'est que vers les années 1990 que ses photographies rencontrent leur public, devenant ainsi support d'identification aux lesbiennes, en particulier non-binaires et butchs.

#### Montrer la marginalité

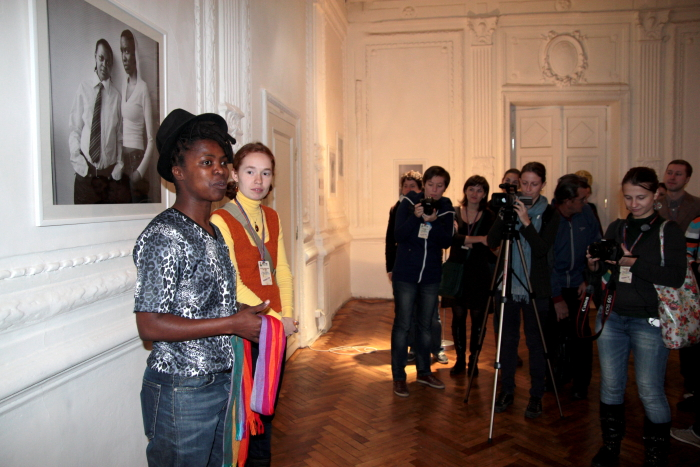
Zanele Muholi exposant au festival international de cinéma LGBT Side by Side de Saint-Pétersbourg.

La photographie est un média privilégié permettant de donner à voir les existences queers marginalisées, dans leur complexité et diversité ; c'est aussi une manière de revaloriser ces identités, par exemple avec des choix esthétisants tels que l'utilisation du noir et blanc, afin de sortir de la représentation sensationnaliste telle qu'elle peut exister dans la presse. En particulier, le choix d'avoir des modèles posant en regardant directement l'objectif permet de mettre le public de l'exposition et les modèles au même niveau. C'est notamment le cas de Zanele Muholi, qui photographie dans Faces and Phases, en 2006, des lesbiennes Noires d'Afrique du Sud ; elle fait le choix de représenter les professions de ses sujets, afin de montrer leur intégration dans la société sud-africaine. Cette tradition est très ancienne, puisque c'est déjà ce qu'avait produit Brassaï dans sa série Paris la nuit de 1933, qui montre couples de femmes et lieux de sociabilité homosexuels.

### Drag

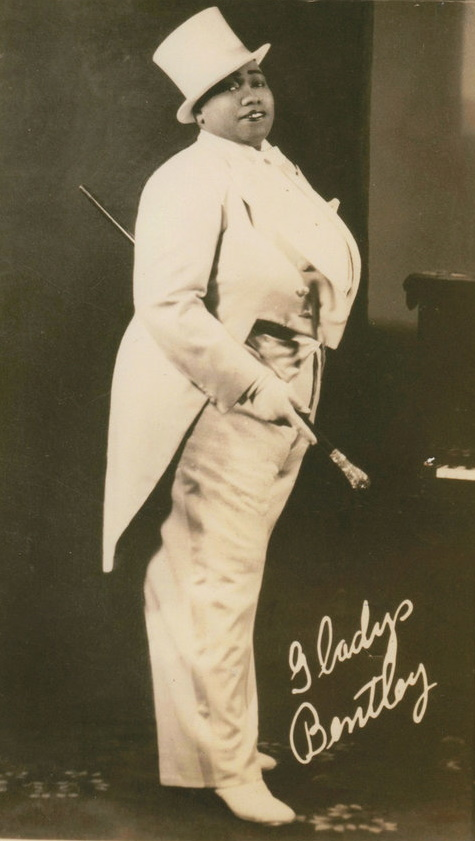
Gladys Bentley autour de 1930.

Si la pratique drag king, c'est-à-dire le travestissement performatif en un personnage masculin, existe dès le début du XXe siècle avec notamment les spectacles de Gladys Bentley, la scène drag king prend véritablement l'importance aux États-Unis dans les années 1990, devenant un incontournable des bars gays et lesbiens, alors que la scène drag était jusqu'alors dominée par les drag queens. En effet, les drag queens sont en majorités des hommes gays, dont beaucoup sont morts du sida au cours des années 1980, tandis que les drag kings sont majoritairement des lesbiennes, bien plus épargnées par l'épidémie. Cette mixité n'est pas exempte de tensions pouvant conduire à des remarques misogynes ou homophobes dans les deux sens, voire à de la violence.
Au début des années 2000, l'Imperial Court System (en) (ICS) est composé pour moitié de lesbiennes, dont les trois quarts pratiquent le drag en king. À cette période, le king porte généralement des tenues country (jean, bottes de cowboy, pantalon ou veste en cuir et chemises western), parle d'une voix grave et autoritaire, fait de larges pas en ne croisant jamais les jambes et boit sa bière à la bouteille. Les lipsyncs se font sur des chansons country chantées par des hommes, ou des chanteuses lesbiennes, telles que Melissa Etheridge, et s'adressent souvent à la compagne de la personne en king, qui peut, elle, être en tenue de drag queen. La majorité des kings gardent leur prénom civil lors de leurs performances.
Toujours au sein de l'ICS, quelques rares lesbiennes sont drag queens sans être en couple avec une drag king ; celles-ci performent de la même manière que les hommes gays en queen, mais rencontrent moins de succès.

### Art corporel
L'artiste Catherine Opie  photographie son dos où a été scarifié un dessin d'enfant où deux petites filles se tiennent la main.

## Mode
Pour Eleanor Medhurst, l'histoire de la mode lesbienne est tellement marquée par la non-conformité de genre qu'il est impossible de dessiner une frontière claire entre la mode lesbienne et la mode trans. En particulier, la répression des personnes trans dans l'espace public, via leur manière de s'habiller, s'accompagne toujours d'une répression de l'expression vestimentaire des lesbiennes.

### Rapport au vêtement
La journaliste Daisy Jones rapporte un rapport particulier des lesbiennes et des femmes queer au vêtement : beaucoup font l'expérience pendant l'enfance d'être forcées à se vêtir d'une féminité conventionnelle, destiné à plaire aux garçons et aux hommes, et de changer radicalement de style une fois leur coming in effectué. Elles sont toutefois nombreuses à chercher un temps à ne pas avoir l'air visiblement lesbienne par lesbophobie intériorisée avant de pouvoir être libres de leurs choix. Pour d'autres enfin, aborder un style qui sort des normes de genre expose à de la violence morale et physique dans la rue.

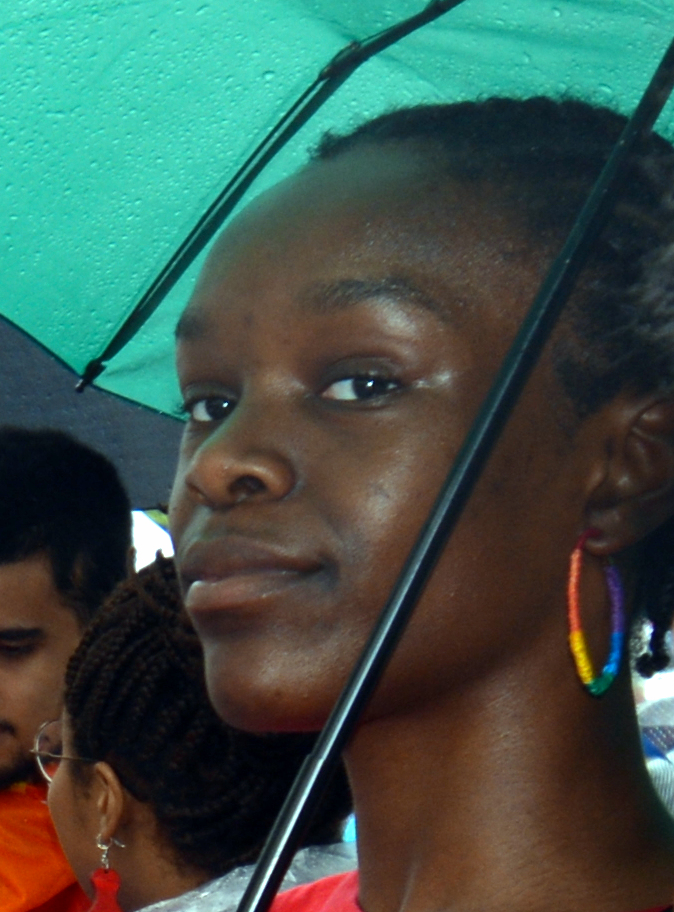
Femme portant des créoles arc-en-ciel à la marche des fiertés 2019 de Washington DC

Si Eleanor Medhurst souligne que le fait de se sentir en adéquation avec son identité queer n'est qu'un critère parmi d'autres quand au choix des vêtements des lesbiennes, elle note aussi qu'une grande partie d'entre elles ressentent une forme de pression de la part de la communauté à être visiblement lesbiennes, que ce soit sous la forme de vêtements masculins, de symboles LGBT ou lesbiens tels que le drapeau arc-en-ciel, ou l'absence d'épilation. Ainsi l'entrée en soirée, bar ou boîte de nuit lesbienne peut être conditionné à avoir une apparence lesbienne, à l'évaluation des videuses et videurs. Cette appréciation peut être le siège de racisme : des lesbiennes britanniques originaires d'Asie du Sud rapportent ainsi avoir vu leur entrée dans un bar refusé, avec leur longs cheveux invoqués comme justification.

### Histoire

#### XVIIesiècleauXIXesiècle
À partir des années 1770, le vêtement masculinisé devient un marqueur des petites communautés lesbiennes qui commencent à se former.
Au XIXe siècle, Anne Lister reprend dans sa tenue des expressions déjà expérimentées par Christine de Suède au XVIIe siècle, à savoir la superposition de marqueurs masculins (tons noirs) et féminins (coupe et matière des tenues), créant un vocabulaire vestimentaire novateur.

La tenue d'Anne Lister est un équilibre subtil entre, d'une part, respecter suffisamment les conventions sociales afin de continuer à être perçue comme une femme respectable et ainsi avoir la liberté de vivre comme elle l'entend, notamment en cohabitant avec son amante Ann Walker, et, d'autre part, être visiblement lesbienne. Eleanor Medhust la voit comme une butch avant l'heure, « possédant une masculinité qui ne cherche pas à passer pour celle d'un homme ».

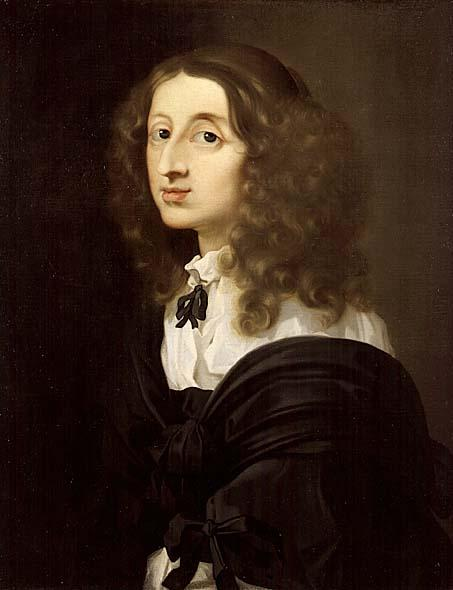
Reine Christine de Suède, peinture de Sébastien Bourdon de 1653 conservée au Nationalmuseum. Christine de Suède porte une tenue mêlant la mode féminine, avec une grande robe découverte aux épaules, et masculine, avec une palette de noir et blanc et un chemise nouée d'un ruban[o 16].
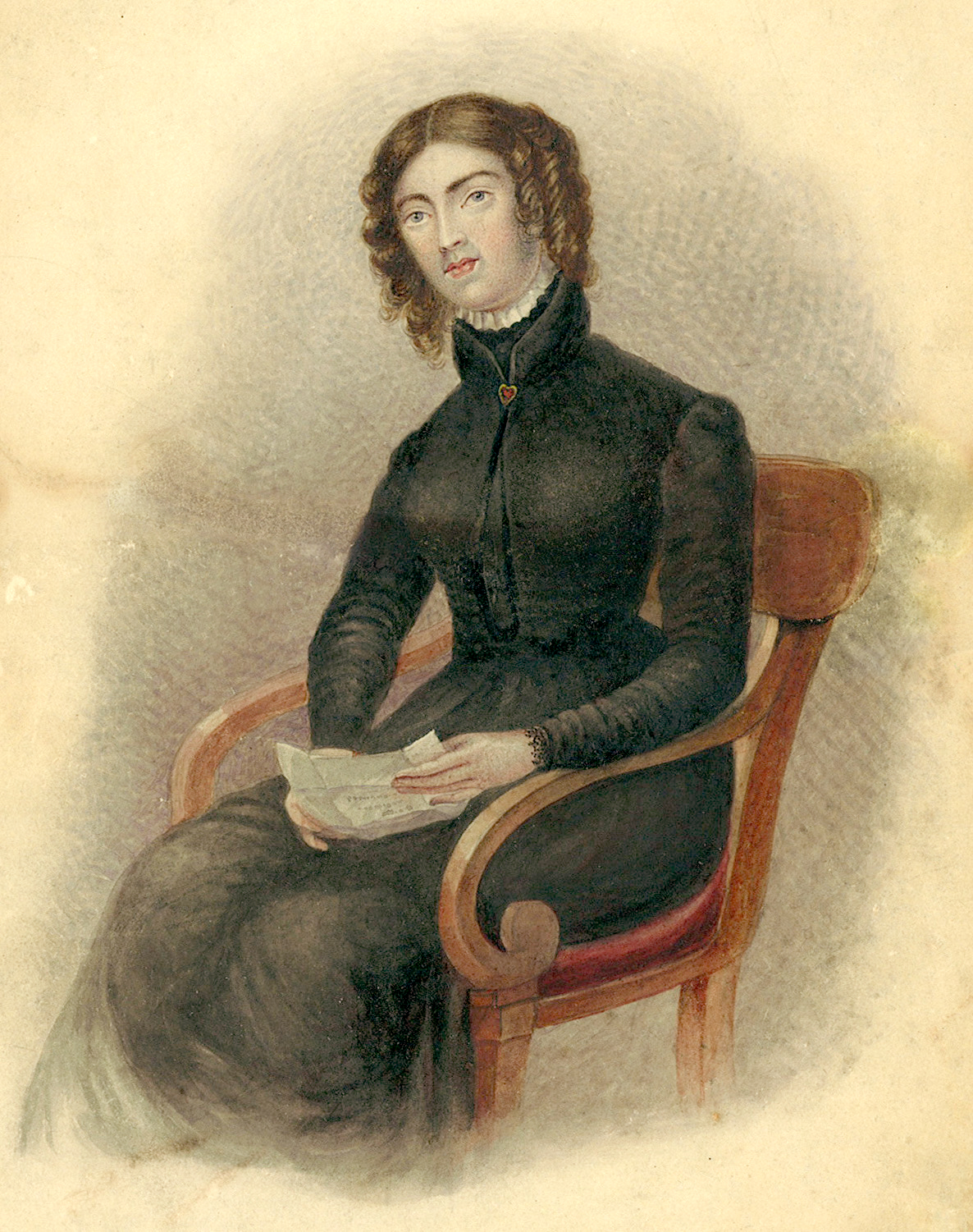
Aquarelle d'Anne Lister réalisée par Mrs Taylor en 1822. Si le noir est une couleur masculine à l'époque, les matières (satin, gaze) sont féminines[o 16].

#### DébutXXesiècle

##### Mouvement Seitō

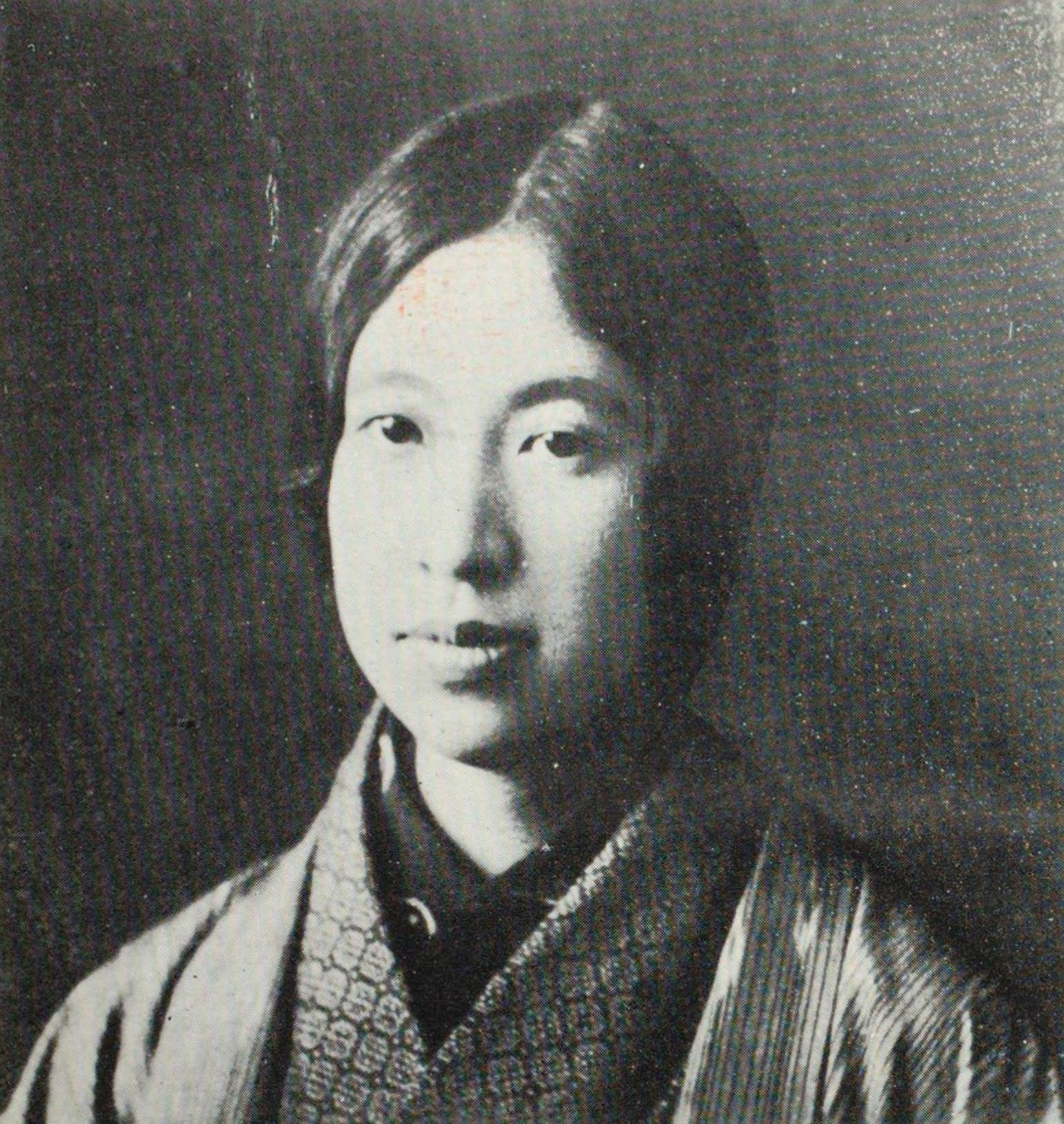
Raichō Hiratsuka.

Le mouvement féministe japonais des années 1910 est marqué par la publication, de 1911 à 1916, de la revue littéraire Seitō. Deux femmes, Raichō Hiratsuka, une de ses fondatrices, et Otake Kokichi (en), une des contributrices, en raison de leur relation, de leurs idées et de leurs vêtements, sont particulièrement la cible de caricatures qui cherchent à les dénigrer. Elles portent toutes deux des hakama, tenue qui avait été unisexe jusqu'au XIXe siècle mais était alors tombée en désuétude, les hommes japonais étant encouragés à porter des vêtements d'inspiration occidentale et les femmes des kimono, au point d'être considérées comme pratiquant une forme de travestissement. Raichō ne supportait pas les ceintures de kimono, à la fois sensoriellement et parce que porter un vêtement aussi genré lui rappelait constamment qu'elle était considérée comme inférieure car femme. L'hakama était aussi l'uniforme controversé, car pas assez féminin, des universités féminines, espace d'émancipation intellectuelle et de solidarité entre femmes.

##### Paris saphique
À partir de 1909, Natalie Clifford Barney tient un salon artistique au 20 rue Jacob à Paris où se retrouvent les riches lesbiennes bohèmes de la capitale. Plusieurs styles s'y rencontrent : le plus commun est composé d'un monocle, de cols hauts, de cheveux courts coiffés à la brillantine, d'un œillet blanc ou d'un bouquet de violettes en boutonnière et d'une bague à l’auriculaire.
La violette est un symbole lesbien depuis la redécouverte des poèmes de Sappho, qui parle d'une femme aimée portant un collier ou une couronne de violettes. Cette association se retrouve dans la pièce d'Édouard Bourdet La Prisonnière (en) et est fortement reprise dans la presse, scandalisée par sa représentation positive de l'homosexualité féminine : cela a pour effet à la fois de diffuser la pratique de porter des violettes comme signe de reconnaissance lesbien, mais aussi de globalement baisser les ventes de cette fleur aux États-Unis.

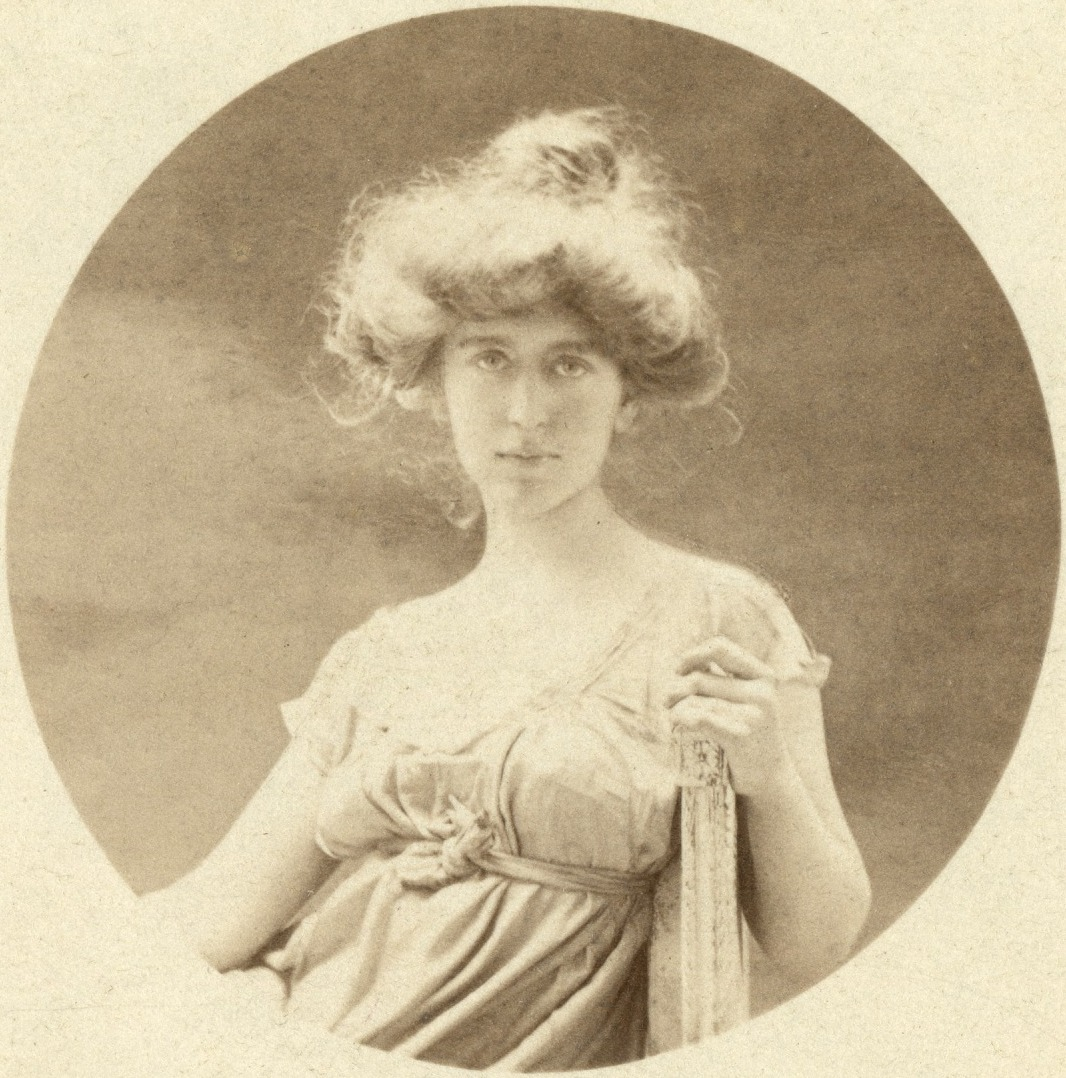
Natalie Clifford Barney vers 1900 portant une toge de style grec

La référence à Sappho va plus loin que les violettes et s'étend au port de tuniques et de robes grecques antiques plus ou moins authentiques ; dans son jardin, Barney recrée des tableaux vivants, avec de l'encens brûlant sur des autels. La couturière Madeleine Vionnet, qui réalise de nombreuses robes pour Barney, s'inspire dans ses créations des tenues de la Grèce antique tout en inventant une nouvelle silhouette, coupée en biais et resserrée qui devient populaire dans les années 1930. Ses vêtements sont à la fois sexuellement séduisants et libérateurs à porter, en contraste avec ceux du siècle précédent, notamment le corset.

##### République de Weimar
En Allemagne, la république de Weimar est une époque d'effervescence des communautés homosexuelles et travesties. À l'époque, où la conceptualisation de la transidentité est balbutiante, la catégorie « travesti » regroupe à la fois des personnes cherchant à porter ponctuellement les vêtements du sexe dont lequel elles ne sont pas nées et celles qui cherchent à y vivre. Les magazines lesbiens Frauenliebe et Die Freundin incluent des suppléments sur le travestissement et, plus généralement, font une large place aux pages sur la mode et sur comment passer sans subir de harcèlement policier.
L'historien Clayton Whisnant décrit les clubs queers de l'époque comme « plein de femmes aux cheveux courts en smoking ». Parmi les autres éléments de la culture vestimentaire des clubs lesbiens, l'écrivaine Ruth Margarete Roellig cite le monocle ainsi qu'une silhouette élancée dans un costume fait d'une veste resserrée, d'une chemise en soie dont les manches dépassent et d'une cravate. Le monocle est tellement associé à la communauté lesbienne qu'un club fait la publicité d'une soirée en annonçant que chaque participante y recevrait cet accessoire.

##### Garçonnes
Dans les années 1920 en France émerge le style garçonne, caractérisé par des cheveux courts, une silhouette androgyne cherchant à dissimuler seins et hanches, et une longueur de jupe au genou. Ce style, bien que populaire parmi les femmes hétérosexuelles, est aussi associé aux lesbiennes. Une des nuances est la coiffure : celle des garçonnes hétérosexuelles était courte mais distinctement féminine, tandis que celle des lesbiennes, notamment elles fréquentant le bar parisien Le Fétiche, était indistinguable de celles des hommes.

#### Après la seconde guerre mondiale

##### Badges politiques

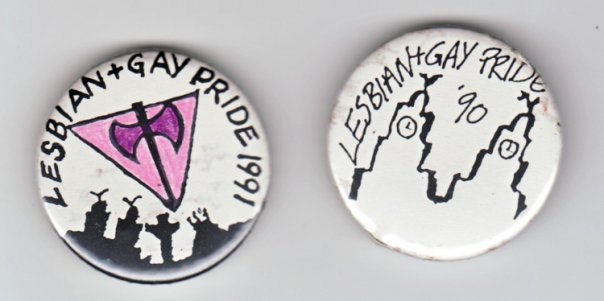
Badges des marches des fiertés 1990 et 1991 de Liverpool.

Dans les années 1960, les mouvements gays et lesbiens naissants créent la pratique de portée des badges politiques. Ceux-ci répondent au double besoin d'être facilement identifiables pour les personnes partageant les mêmes codes, permettant de créer des connivences, et invisibles aux autres, protégeant ainsi de l'homophobie : ainsi, lors de l'Eastern Regional Conference of Homophile Organizations de 1865, beaucoup de personnes portent des badges avec la mention « ECHO ». La petite taille des badges politiques permet aussi que les messages plus radicaux et directs puissent être facilement cachés.

##### T-shirts
Les t-shirts à message politique se développent durant la seconde moitié du XXe siècle, sous notamment la volonté de groupes d'activistes de développer une identité visuelle forte.
En 1970, en réaction aux propos lesbophobes de la féministe Betty Friedan qui cherche à exclure les lesbiennes du Second Congress to Unite Women, arguant que celles-ci sont un danger pour le féminisme et parlant de « menace mauve », des lesbiennes forment le groupe Lavender Menace. Leur première action consiste en l'achat d'un lot de t-shirts blancs, dans une taille unique pour limiter les coûts, qu'elles teignent en violet dans la baignoire de l'une des leurs. Elles cachent ces t-shirts sous leurs vestes en se rendant au Second Congress to Unite Women, puis les montrent fièrement alors qu'elles montent sur scène et invitent les participantes à les rejoindre.
Dans les années 1990, les Lesbian Avengers cherchent à lutter contre l'invisibilisation des lesbiennes via l'organisation des Dyke March, mais aussi des visuels puissants, dont leurs t-shirts : le nom de l'organisation entourant une bombe stylisée. L'attitude, volontairement provocante, vise à montrer la violence de la lesbophobie et à rendre plus inconfortable le soutien passif à l'homophobie.

#### Années 1970: L'uniforme lesbien

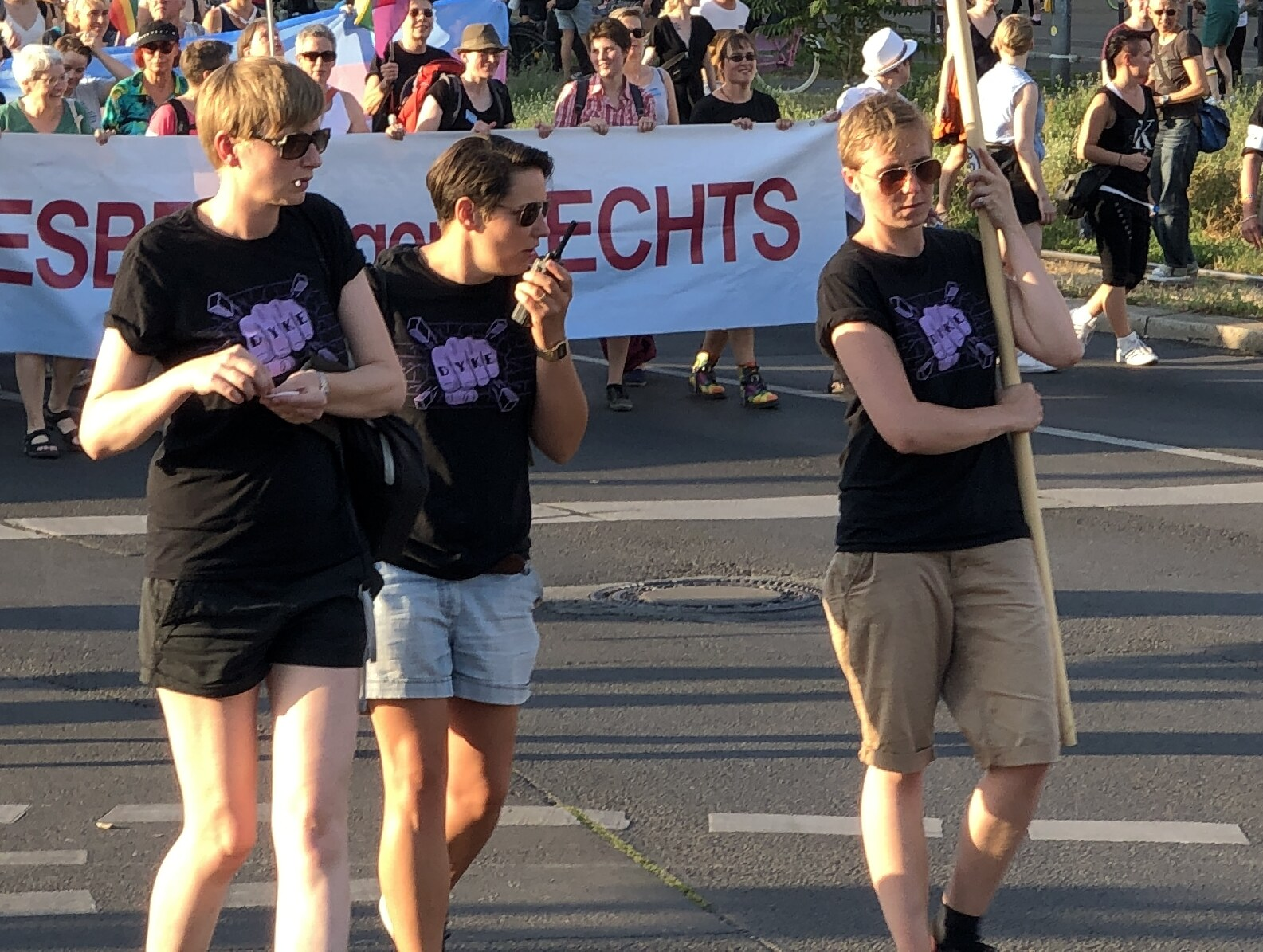
Tête de cortège de la Dyke March de Berlin 2019

Dans les années 1970, la seconde vague féministe et notamment les lesbiennes féministes cherchent à détruire le patriarcat ; dans cette idée, les classes de sexe doivent disparaître, et l'idéal devient les vêtements non-genrés comme les jeans et chemises à carreaux ainsi que le refus de l'épilation et du maquillage.
Cet uniforme évolue et se diversifie. Au début des années 2020, il inclut au niveau de la coiffure les franges courtes, la coupe mulet et l'undercut ; une bague au pouce, un septum, des chaînes en argent et des porte-clefs en mousqueton pour les accessoires ; enfin, pour les vêtements, les polaires, la veste blanche et les chemises.
Daisy Jones remarque que ce qui fait partie de la mode lesbienne a de fortes chances de figurer dans les listes « ce que les hommes n'aiment pas voir une femme porter » des magazines féminins et de mode. Elle note aussi un rapport particulier au corps, qui est laissé libre de ses mouvements, ainsi qu'une portée érotique codée : la veste de travail, par exemple, peut servir à signaler une habileté dans les travaux manuels directement traductible sous forme de performance sexuelle. Un autre exemple typique est la manucure lesbienne (en), caractérisée par le port d'ongles longs à l'exception de l'index, du majeur et parfois du pouce de la main dominante.

#### Années 90: Lesbian chic
Le lesbian chic est un courant né à la fin des années 1980  en réaction à l'uniforme lesbien et plus généralement à l'androgynie des vêtements féministes au cours des années 1970,. Si le lesbian chic est à l'origine une célébration de la créativité stylistique lesbienne, ce mouvement, en célébrant le pouvoir d'achat des lesbiennes et en les transformant en objet marketing, se met rapidement à se focaliser sur les lesbiennes riches, blanches et jeunes au détrimant des autres.
L'un des exemples les plus marquant du lesbian chic est la couverture de Vanity Fair où k. d. lang, installée dans une chaise de barbier, se fait raser par la supermodel Cindy Crawford. Le lesbian chic tombe en désuétude dans les années 2000.

#### 21ème siècle
Le début du 21ème siècle est marquée par à la fois une diversification et une mainstreamisation de la mode lesbienne.

##### Dyke camp

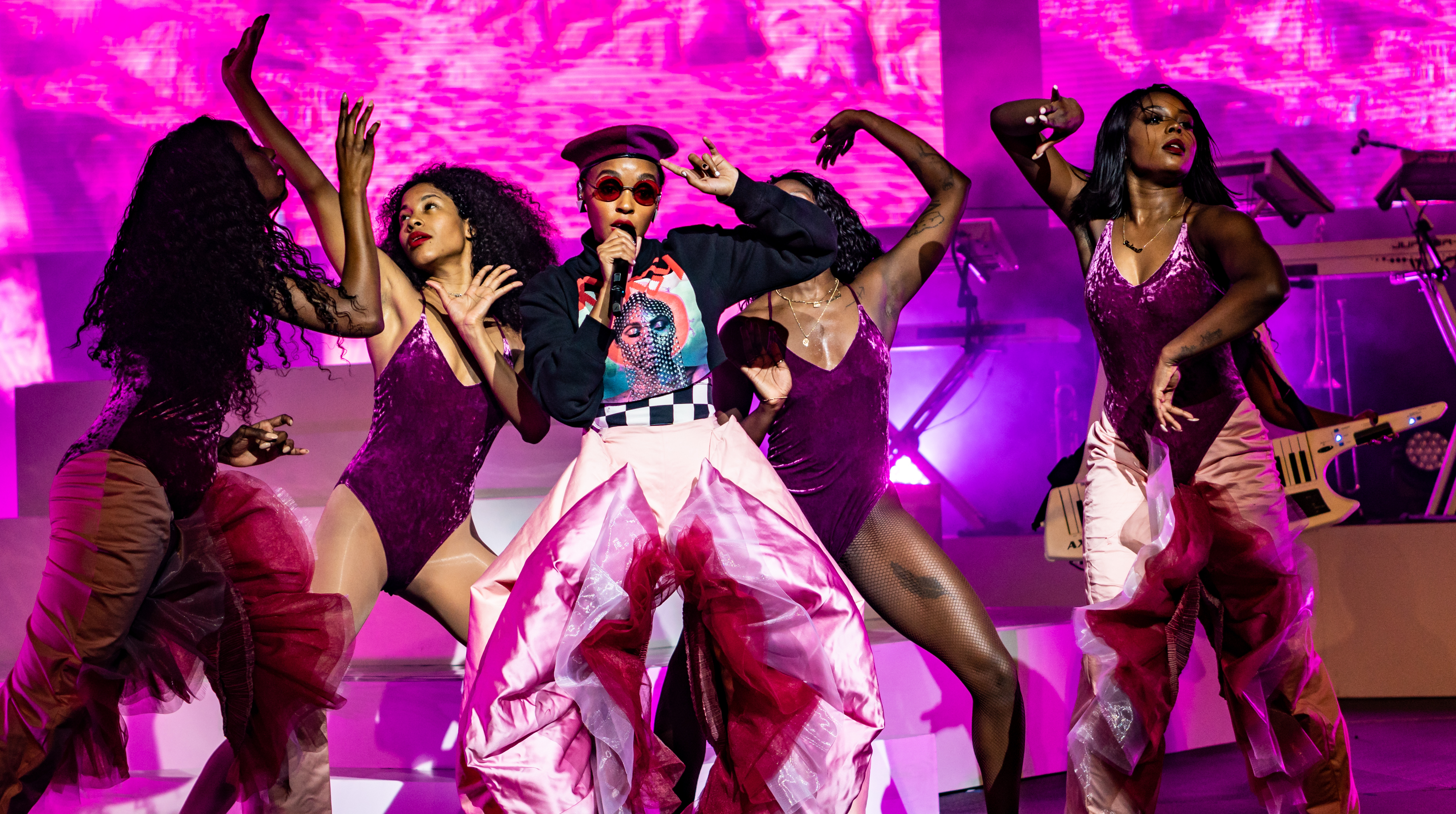
Janelle Monáe en concert en 2018. Son pantalon de scène, en forme de vulve géante, est emblématique du style dyke camp

Au cours du 21ème siècle émerge le dyke camp, au croisement du camp, plutôt associé à la culture gay et de l'identité lesbienne. Le dyke camp est caractérisé par une esthétique de l'exagération avec de forts liens avec la corporalité, poussant la logique de la manucure lesbienne à l'excès. L'écrivaine Mikaella Clements cite en exemple de dyke camp les pantalons en forme de vulve du clip PYNK de l'artiste pan et non-binaire Janelle Monáe ou l'esthétique de la rappeuse lesbienne Hayley Kiyoko.

### Contexte
Eleanor Medhurst souligne que la puissance expressive de la mode lesbienne dépend de son contexte de réception. Elle note par exemple que l'utilisation de la couleur rose et plus généralement des esthétiques high fem, ne peut être compris comme une valorisation de la féminité et une remise en cause de son infériorité par rapport à la masculinité que lorsqu'elles sont explicitement lesbiennes : dans le cas contraire, la lecture d'une conformité aux normes de genre peut prendre le dessus. S'inscrire dans un contexte lesbien permet ainsi des expressions plus subtiles à travers les vêtements.
Elle note que l'explicitation du contexte lesbien est ainsi particulièrement à l'œuvre sur les réseaux sociaux, où la lesbianité peut être exprimée par un tag sur une vidéo et une bio détaillée : les créatrices de contenu ont ainsi le champ libre pour explorer des facettes diverses et nuancées de la mode lesbienne.

## Médias

### Magazines

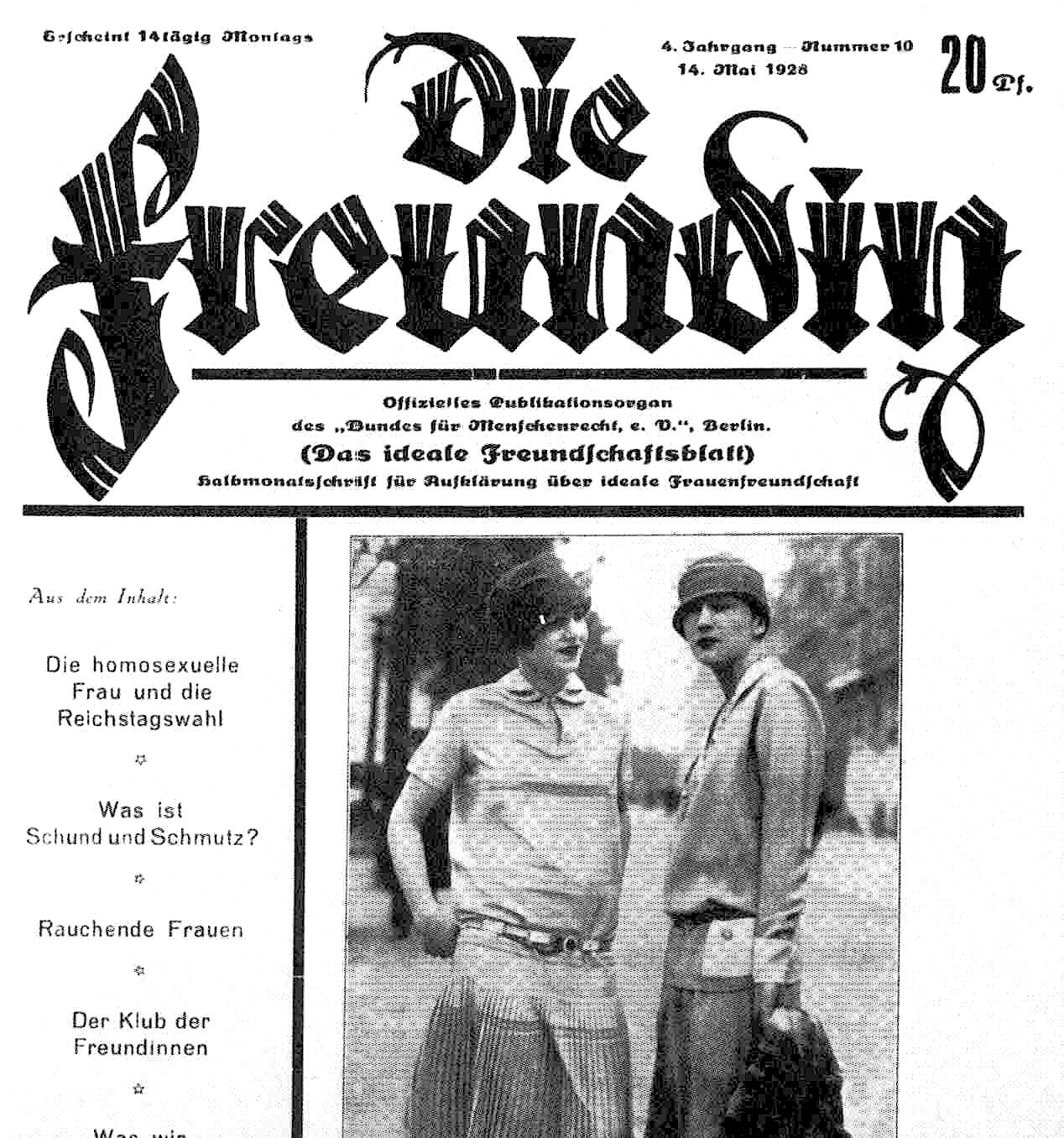
Couverture du numéro 10 de Die Freundin, publié en mai 1928.

Plusieurs magazines lesbiens voient le jour dans la république de Weimar dans les années 1920 : Die Freundin en 1924, Die BIF et Liebende Frauen en 1926. Tous les trois sont obligés d'arrêter leur publication à l'arrivée des nazis au pouvoir, en 1933.
Des magazines lesbiens voient le jour aux États-Unis après la seconde guerre mondiale : Vice Versa (en), publié deux ans entre 1947 et 1948, suivi en 1956 de The Ladder, qui durera 16 ans.
De nombreux autres magazines voient le jour, pour des durées plus ou moins longues, à partir de la fin des années 1960 aux États-Unis et au Royaume-Uni, la fin des années 1970 et début des années 1980 dans le reste du monde occidental : création de Quand les femmes s'aiment... en 1978 en France, Amazones d'hier, lesbiennes d'aujourd'hui en 1982 au Québec, Clit 007 en 1981 en Suisse.
En plus des débats strictement politiques, la presse lesbienne des années 1980 et 1990 est aussi le lieu d'expression qu'une écriture et d'un langage visuel (dessins, photos, collages) spécifiquement lesbien.
Outre l'appartenance à une communauté de lectrices, les magazines lesbiens permettent la rupture de l'isolement par l'organisation de rencontres et les petites annonces. Celles-ci, qui concernent des propositions de rencontre amoureuse, amicale ou de service, sont tellement une institution de la culture lesbienne de la fin du XXe siècle qu'elles deviennent le pivot du magazine français Lesbia . La fabrication et la diffusion du magazine, réalisées généralement de manière bénévole et avec très peu de moyens sont en elles-mêmes, aussi, un moyen de regrouper des lesbiennes autour d'un projet commun.
Malgré cette importance la presse lesbienne peine à exister ; le magazine français Well Well Well, qui tire à 3000 exemplaires, avance plusieurs explications : d'une part, la communauté lesbienne française est petite et très diverse : il est donc difficile de trouver un angle qui intéresse un nombre suffisant de lectrices ; d'autre part, les lesbiennes ne sont pas forcément prêtes à soutenir la presse communautaire, soit car leurs revenus sont limités, soit parce qu'elles préfèrent soutenir les évènements et soirées lesbiennes plutôt que les magazines ; enfin, les annonceurs publicitaires ne voient pas le public lesbien comme une cible potentielle : la version féminine de Têtu, Têtue.com, n'a ainsi jamais réussi à trouver de campagne de pub.

### Petites annonces
Les petites annonces permettent de rompre l'isolement et l'invisibilité de l'homosexualité avec une économie de moyens. Si, dès les années 1970, en France, des magazines généralistes, en particulier Libération et le Nouvel Observateur, publient des annonces de rencontre homosexuelle, ce sont surtout les magazines LGBT, en particulier Lesbia Magazine qui donnent aux petites annonces lesbiennes leur heure de gloire,. Dans Lesbia, celles-ci, concernent essentiellement des propositions de rencontre amoureuse, amicale ou de services. Ces annonces sont révélatrices des exclusions existantes : les alcooliques, les dépressives et les bisexuelles,.
L'importance des petites annonces baisse drastiquement avec l'arrivée du minitel puis d'internet.

### Minitel
En France, dans les années 1980 et 1990 se développe le minitel, un réseau télématique proche d'internet. Lorsqu'un service de messagerie se met en place sur ce réseau, de nombreux gays le rejoignent, y voyant une occasion unique de drague alliant confidentialité, rapidité, multiplicité des contacts possibles et rupture de l'isolement. Pour les lesbiennes, la situation est plus complexe : si une association communautaire, les goudous télématiques, voit le jour en 1985, la forte présence d'hommes hétérosexuels fétichisant le lesbianisme faire fuir les lesbiennes des réseaux de rencontre.

## Socialité

### Bars et vie nocturne
Au Royaume-Uni, en 1986, constatant que les lesbiennes noires ne se retrouvent pas plus dans les espaces hétérosexuels noirs que dans les espaces homosexuels majoritairement blancs, Lorna Edwards, Sharon Lee, Eddie Lockhart et Yvonne Taylor créent à Londres le collectif Sistermatic. Amatrices de musique ou DJ, elles organisent ensemble des soirées dans lesquelles, du fait notamment de la musique qui y est diffusée, les lesbiennes noires sont susceptibles de se sentir davantage à leur place.

### Festivals
Des festivals de cinéma lesbiens sont créés dans les années 1990, tels que Cineffable en France, Lethal Lesbian (en) en Israel, Some Prefer Cake (en) en Italie ou le London Lesbian Film Festival (en) au Canada ; outre la diffusion de films lesbiens, ces festivals sont de forts lieux de sociabilité, que ce soit au niveau de la participation mais aussi de leur organisation et des évènements culturels en tant que tels.

### Sport
La pratique sportive tient une grande place dans la socialité lesbienne, où des réseaux lesbiens se structurent autour de clubs de sports collectifs : c'est le cas particulièrement du roller derby, où de nombreuses licenciées sont lesbiennes, mais aussi en Amérique latine, du football et du baseball. Le softball véhicule un stéréotype associé au lesbianisme,.

### Journée de visibilité

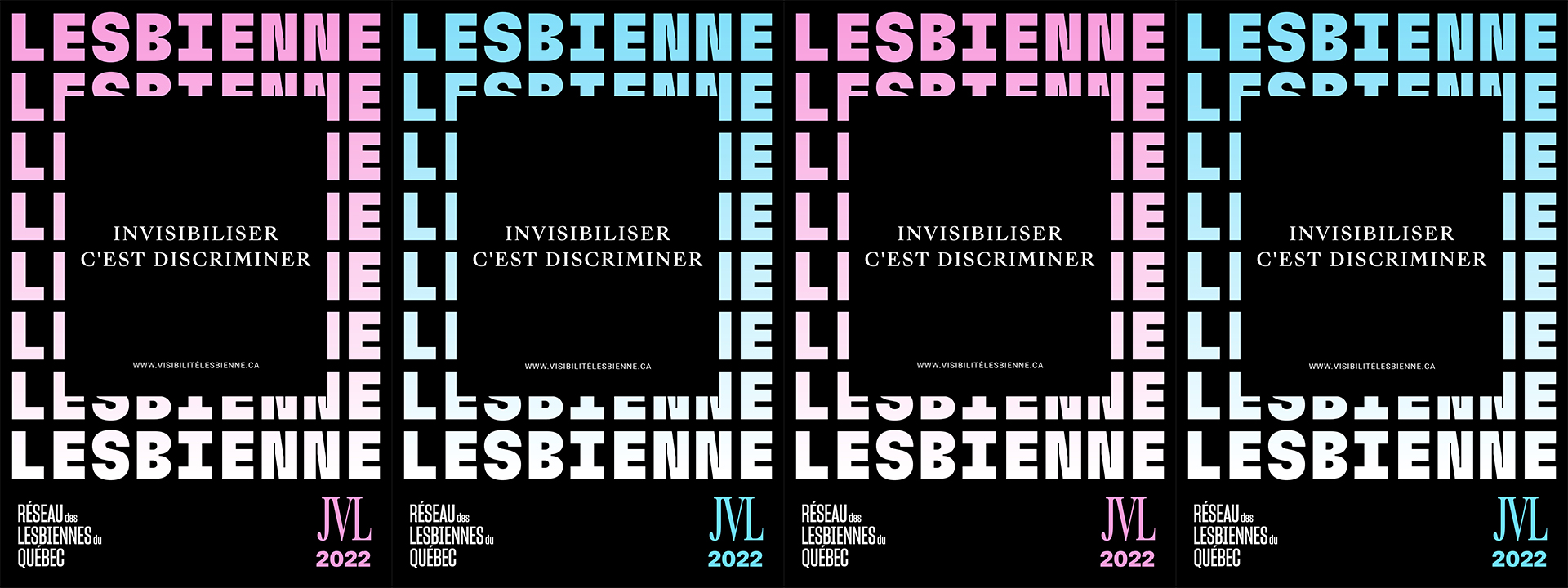
Campagne Invisibiliser c'est discriminer lancée en 2022 à l'occasion des 40 ans de la journée de visibilité lesbienne au Canada.

En 1982 a lieu la première journée de visibilité lesbienne au Canada à Vancouver, Calgary, Montréal et Toronto. La visibilité, d'abord pensée comme une manière dont les différents groupes lesbiens militants peuvent échanger, prend un sens plus politique au fil des années 1980, permettant d'être à la fois outil permettant le coming in, moyen d'action pour toucher les lesbiennes isolées, et technique de lutte contre l'effacement des lesbiennes. Le Canada est alors le seul pays à organiser une journée de visibilité lesbienne, avant une interruption entre 1992 et 2005.

### Symboles
Intermédiaire entre le rose féminin et le bleu masculin, le mauve et ses autres nuances, violet, lavande et lilas, est aussi associé au lesbianisme. Cette association se retrouve particulièrement dans la violette : Sappho et sa compagne s'en couvraient la tête, la poétesse Renée Vivien est surnommée la Muse aux violettes et la pièce La Prisonnière d'Édouard Bourdet met en scène des échanges de bouquets de violettes comme symbole de l'amour lesbien. Ces nuances se retrouvent dans les noms d'organisations, telles que le parti politique français Les Mauves ou l'organisation lesbienne féministe Lavender Menace.

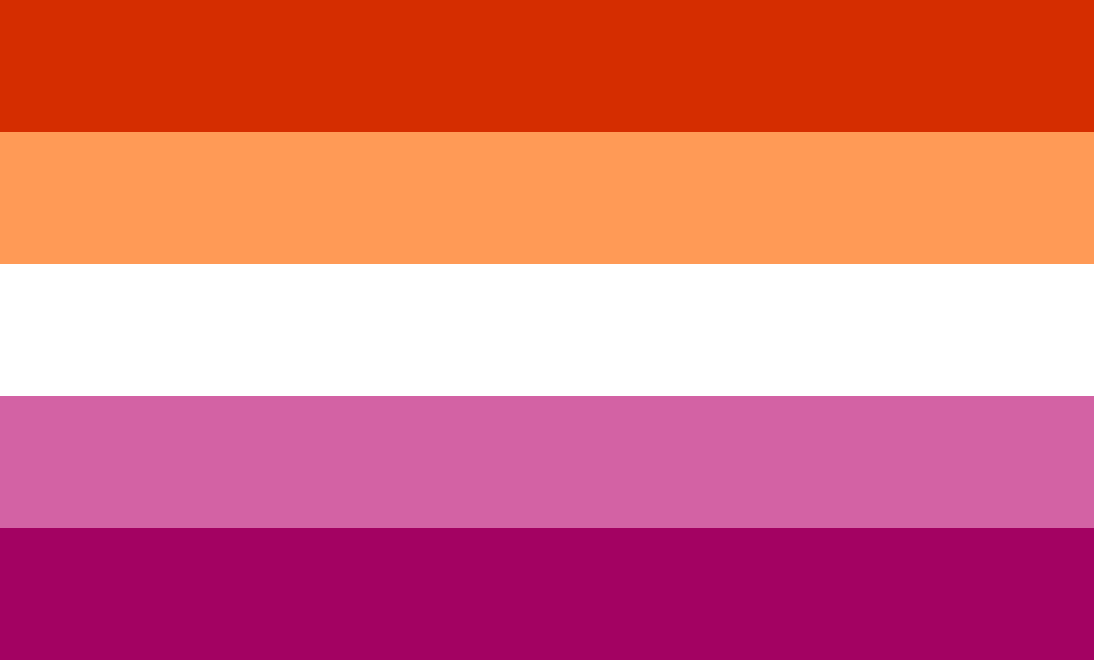
Drapeau lesbien créé en 2018.
Drapeau lesbien utilisé dans les années 1990 et 2000.

## Diffusion
Ochy Curiel pointe le paradoxe que consiste la place de l'art lesbien : d'un côté, les lesbiennes sont les premières consommatrices de l'art lesbien, et donc c'est le milieu lesbien qui est le principal soutien de cet art, en permettant sa viabilité économique ; de l'autre, elle pointe que les artistes sont vues comme des éléments secondaires du milieu lesbien, la véritable reconnaissance communautaire et politique allant plutôt aux universitaires : cette position de second plan se retrouve dans l'organisation de forums, conférences et publications lesbiennes, consommatrices de ressources financières, mais accompagné de l'attente que les artistes lesbiennes y participent gratuitement ou presque.
Jacqueline Julien, cofondatrice de Bagdam, relève une autre contradiction : d'un côté, la non-mixité lesbienne est pour elle la condition nécessaire à l'émergence d'une culture lesbienne originale et autonome ; de l'autre, c'est cette non-mixité qui est le principal obstacle à la diffusion de cette culture à l'ensemble du public
En Amérique latine, ce sont, dans les années 1970 à 2000, essentiellement les mouvements lesbiens séparatistes qui s'occupent de la création et la préservation de cultures spécifiquement lesbiennes.

## Rapport avec la culture gay
Lorsque Del LaGrace Volcano, alors lesbienne, cherche à éditer Love bites, un recueil de photographie érotique, elle essuie des refus des maisons d'éditions lesbiennes et le projet est finalement édité par une maison d'édition gay : en effet, bien que les sujets photographiés soient clairement lesbiens, avec la présence d'éléments de culture lesbienne et de modèles butch, les codes esthétiques utilisés (décors extérieurs industriels, présence du cuir et du latex, poses inspirées du BDSM) sont considérés comme gays et rejetés par les maisons d'édition lesbiennes.

### Ouvrages
1. 1 2 3  Ochy Curiel, « La création artistique comme politique lesbienne féministe », dans Lesbianisme et féminisme : histoires politiques
2. ↑  (en) Eleanor Medhurst, « Introduction », dans Unsuitable: a history of lesbian fashion, 2024, p. 1-11
3. ↑  (en) Gregory Woods, A history of gay literature : the male tradition, New Haven : Yale University Press, 1998 (ISBN 978-0-300-07201-3, lire en ligne), p. 342
4. 1 2 3 4 5 6 7  (en) Daisy Jones, « Pop music », dans All the things she said : everything I know about lesbian and bi culture, 2022
5. ↑  (en) Jodie Taylor, « Lesbian Musicalities, Queer Strains and Celesbian Pop : The Poetics and Polemics of Women-Loving Women in Mainstream Popular Music », dans Redefining Mainstream Popular Music, Routledge, 2013 (ISBN 9780203127858)
6. ↑  Xavier Lemoine, « Théâtre », dans Dictionnaire des cultures gays et lesbiennes, Larousse, 2003.
7. ↑  Julie Ravary-Pilon, « The Ellen DeGeneres Show : la figure lesbienne comme dispositif comique hétérosexiste », dans Joëlle Rouleau, Télévision queer, 2022 (ISBN 978-2-89091-796-5)
8. ↑  Élisabeth Lebovici, « Arts plastiques », dans Dictionnaire des cultures gays et lesbiennes, Larousse, 2003.
9. 1 2 3  Julie Crenn, « Zanele Muholi : interpeller l'indifférence », dans Homosexualités en Afrique, L'Harmattan, 2014 (ISBN 978-2-336-29943-3 et 2-336-29943-7, OCLC 1127262263).
10. ↑  Élisabeth Lebovici, « Photographie », dans Dictionnaire des cultures gays et lesbiennes, Larousse, 2003.
11. ↑  Judith Halberstam, Female Masculinity, Duke University Press, 1998, 232 p. (ISBN 978-0-8223-2243-6, lire en ligne)
12. ↑  Élisabeth Lebovici, « Art corporel », dans Dictionnaire des cultures gays et lesbiennes, Larousse, 2003.
13. 1 2 3 4 5 6 7 8 9 10 11 12 13  (en) Eleanor Medhurst, « The Fashion of Liberation », dans Unsuitable: a history of lesbian fashion, 2024, p. 197-206
14. 1 2 3  (en) Daisy Jones, « Style », dans All the things she said : everything I know about lesbian and bi culture, 2022, p. 129-148
15. 1 2 3 4  (en) Valerie Steele, « A queer history of fashion: from the closet to the catwalk », dans A queer history of fashion: from the closet to the catwalk, 2013
16. 1 2 3 4 5  (en) Eleanor Medhurst, « Anne Lister: Diary and Dresses », dans Unsuitable: a history of lesbian fashion, 2024, p. 33-46
17. 1 2 3 4  (en) Eleanor Medhurst, « Literary Lovers: 1910s Japan », dans Unsuitable: a history of lesbian fashion, 2024, p. 47-76
18. 1 2 3 4  (en) Eleanor Medhurst, « Paris Lesbos: The Sapphic Capital », dans Unsuitable: a history of lesbian fashion, 2024, p. 59-68
19. ↑  (en) Eleanor Medhurst, « Tunic and Violets: Sappho and Her Afterlives », dans =Unsuitable: a history of lesbian fashion, 2024, p. 13-22
20. 1 2 3 4 5 6  (en) Eleanor Medhurst, « The Complete Appearance of a Lady: Trans Lesbians in Weimar Berlin », dans Unsuitable: a history of lesbian fashion, 2024, p. 81-90
21. 1 2 3 4 5 6 7 8 9  (en) Eleanor Medhurst, « T-shirts - The Billboards of the Body », dans Unsuitable: a history of lesbian fashion, 2024, p. 187-196
22. 1 2 3 4  (en) Valerie Steele, « A queer history of fashion: from the closet to the catwalk : Before and after Stonewall », dans A queer history of fashion: from the closet to the catwalk, 2013, p. 44-51
23. ↑  (en) Elizabeth Wilson, « What does a lesbian look like? », dans A queer history of fashion: from the closet to the catwalk, 2013
24. 1 2 3 4  Laurent-Gérard Ferron, « Petites annonces », dans Dictionnaire des cultures gays et lesbiennes.
25. 1 2  Catherine Gonnard, « Minitel », dans Dictionnaire des cultures gays et lesbiennes, Larousse, 2003.
26. ↑  Cineffable, « Le choix de la culture comme action de visibilité lesbienne et/ou action militante », dans actes de l'euroLESBOpride (ISBN 9782746695115)
27. 1 2  Jules Falquet, « L'art lesbien, art politique ? L'apport des artistes au mouvement lesbien Latino-américain et des Caraïbes », dans Lesbianisme et féminisme : histoires politiques
28. 1 2 3  Florence Tamagne, « Mauve », dans Dictionnaire des cultures gays et lesbiennes, Larousse, 2003.
29. ↑  Jacqueline Julien, « Cultures lesbiennes : anticorps de l'acculturation mainstreal », dans Actes de l'Eurolesbopride, Centre évolutif Lilith, 2016 (ISBN 978-2-7466-9511-5 et 2-7466-9511-1)
30. ↑  Anne Rambach et Marine Rambach, « Lesbiennes (gaies et…): suffixe », dans La culture gaie et lesbienne, 2003 (ISBN 9782213614106).

### Publications universitaires
1. ↑  (en) Philip Brett et Elizabeth Wood, « Lesbian and Gay Music », Electronic Musicological Review, vol. VII,‎ décembre 2002
2. ↑  (en) Jo Reger et Sam Heintz, « The Power of Song: Music and the Construction of a Politicized Lesbian Identity », Sexuality & Culture,‎ 3 juin 2023 (ISSN 1936-4822, DOI 10.1007/s12119-023-10104-z, lire en ligne, consulté le 27 septembre 2023)
3. ↑  Carolina Topini et Isabelle Salem Diego Sentis, « "Notre histoire compte" : Transmettre l'histoire des mouvements féministes et lesbiens à Genève », GLAD!, no 11 « Archives, genre, sexualités, discours »,‎ 2021 (lire en ligne)
4. ↑  (en) Noelle R. Collier, Christine A. Lumadue et H. Ray Wooten, « Buffy the Vampire Slayer and Xena: Warrior Princess : Reception of the Texts by a Sample of Lesbian Fans and Web Site Users », Journal of Homosexuality, vol. 56, no 5,‎ 30 juin 2009, p. 575–609 (ISSN 0091-8369 et 1540-3602, DOI 10.1080/00918360903005253, lire en ligne, consulté le 24 septembre 2023)
5. 1 2 3 4 5 6 7 8  (en) Steven P. Schacht, « Lesbian Drag Kings and the Feminine Embodiment of the Masculine », Journal of Homosexuality, vol. 43, nos 3-4,‎ 1er avril 2003, p. 75–98 (ISSN 0091-8369 et 1540-3602, DOI 10.1300/j082v43n03_06, lire en ligne, consulté le 18 octobre 2023)
6. 1 2 3 4  Ilana Eloit, « « Le bonheur était dans les pages de ce mensuel » : la naissance de la presse lesbienne et la fabrique d’un espace à soi (1976-1990) », Le Temps des médias, vol. 29, no 2,‎ 2017, p. 93 (ISSN 1764-2507 et 2104-3671, DOI 10.3917/tdm.029.0093, lire en ligne, consulté le 25 octobre 2021)
7. ↑  Jade Almeida. Étude de contenu de la presse lesbienne : Lesbia Magazine, de 1982 à 2012. Histoire. 2015. dumas-01199375⟩
8. 1 2 3  Ilana Eloit, « « Le bonheur était dans les pages de ce mensuel » : la naissance de la presse lesbienne et la fabrique d’un espace à soi (1976-1990) », Le Temps des médias, vol. 29, no 2,‎ 2017, p. 93 (ISSN 1764-2507 et 2104-3671, DOI 10.3917/tdm.029.0093, lire en ligne, consulté le 25 octobre 2021).
9. ↑  Martin Evans, « Sistermatic, une boîte de nuit pour lesbiennes et queers noires », Hommes & Migrations, no 1326,‎ 2019, p. 84-85 (lire en ligne)

### Presse
1. ↑  (en-US) « Perspective | Behind the visible queerness in women’s sports — and why it matters », Washington Post,‎ 10 juin 2022 (ISSN 0190-8286, lire en ligne, consulté le 18 septembre 2023)
2. 1 2 3 4  (en-US) Maya Salam, « The Very (Very) Slow Rise of Lesbianism on TV », The New York Times,‎ 29 novembre 2019 (ISSN 0362-4331, lire en ligne, consulté le 24 septembre 2023)
3. ↑  Magali Pumpkin, « Interview de Lucy Lawless, l'interprète de Lucretia », sur Univers-L, 29 novembre 2010
4. ↑  Stéphanie Delon, « Edito », Jeanne Magazine, hors-série n°2,‎ 2019.
5. 1 2  (en-GB) Lucy Knight, « ‘Euphorically, unapologetically gay’ – A League of Their Own is perfect queer TV », The Guardian,‎ 14 septembre 2022 (ISSN 0261-3077, lire en ligne, consulté le 23 septembre 2023)
6. ↑  (en-US) Ginia Bellafante, « ‘The L Word’ on Showtime: So Many Temptations, So Many Wandering Eyes », The New York Times,‎ 15 janvier 2009 (ISSN 0362-4331, lire en ligne, consulté le 2 septembre 2019)
7. ↑  « Louise Breslau, une femme impressionniste », sur SWI swissinfo.ch (consulté le 10 novembre 2022).
8. 1 2 3  (en) Mikaella Clements, « Notes on dyke camp », sur The Outline, 25 novembre 2016 (consulté le 22 août 2024)
9. ↑  Marie Slavicek et Marie Kirschen, « Médias lesbiens cherchent modèle désespérément », Well Well Well, no 4 « Fem is Fabulous »,‎ printemps 2022
10. ↑  « Duels, rock'n'roll et roulettes : quand les filles s'éclatent au roller derby », sur www.telerama.fr, 13 janvier 2017 (consulté le 1er septembre 2023)

### Autres références
1. ↑  (en) William J. Nichols et H. Rosi Song, Toward a Cultural Archive of la Movida: Back to the Future, Rowman & Littlefield, 26 novembre 2013 (ISBN 978-1-61147-631-6, lire en ligne), p. 142
2. ↑  « Breslau Louise », sur www.culture.gouv.fr (consulté le 10 novembre 2022).
3. ↑  « Portrait des amies | Musées d'art et d'histoire de Genève », sur www.mahmah.ch (consulté le 19 juillet 2024)
4. ↑  (en-GB) Claudia Marinaro, « Biography : Gladys Bentley – Musician », sur The Heroine Collective, 4 septembre 2017 (consulté le 26 août 2022)
5. ↑  (en) Dazed, « Lez nails: Is the ‘queer woman with short nails’ an outdated stereotype? », sur Dazed, 17 octobre 2022 (consulté le 22 août 2024)
6. ↑  (en) « There’s A Good Reason Why We Still Associate Softball With Lesbians », sur Go Mag, 28 juin 2023
7. ↑  (en) « Photo of US court hopeful Elena Kagan sparks debate over sexuality » [« Une photo de la candidate à la Cour suprême Elena Kagan relance le débat sur la sexualité »], sur The Guardian, 14 mai 2010
8. ↑  Les Biennes du Québec, Cahier de programmation de la Journée d’Inter-Actions Lesbiennes : Visibles pour se rejoindre, Montréal, octobre 1984.